# Ringnes-Ronny
Ringnes-Ronny är en norsk artist inom genren epadunk och russmusik. Hans populäraste låt Valhalla har över 50 miljoner streamningar på Spotify.  Låttexterna sjungs på en blandning mellan norska och svenska, och handlar ofta om att festa, ha sex och köra bil.

## Biografi
Ringnes-Ronny, vars riktiga namn och identitet är okända, släppte sin första singel Come Into My Bus (Makaveli 2017) år 2016. Det verkliga genombrottet kom dock först år 2020 med låtar som Valhalla och Fredag. Ringnes-Ronny uppträder maskerad i en hjälm med horn. 
Sedan sitt genombrott har Ringnes-Ronny släppt ett flertal singlar samt albumet Danspunk (2021). Han har gjort flera artistsamarbeten med artister som Fröken Snusk, Stefaren och Soppgirobygget.

## Diskografi

### Album
- Danspunk (2021)

### Singlar och EP:n
- NATT TILL DAG (2023) tillsammans med Fröken Snusk och Rasmus Gozzi
- 5 shots (2023) tillsammans med Carina Dahl
- Helg (2023) tillsammans med Stavangerkameratene
- Skyfri himmel (2023) tillsammans med Stefaren
- TURN ME ON (2023) tillsammans med Fröken Snusk och Rasmus Gozzi
- Första Gången I En EPA (2023) tillsammans med De Vet Du och B3nte
- Åka med mig (2022) tillsammans med Stefaren
- Min Renault (2022) tillsammans med EPA SATAN och Greta Tuborg
- Raggen måste gå (2022)
- Jeg får aldri nok (2022) tillsammans med Heux
- En gång till (2022)
- Medbrakt (2022) tillsammans med Hagle
- Blod & Tårer (2021) tillsammans med Hank von Hell
- Flaska (2021)
- Isabelle (2021) tillsammans med Soppgirobygget
- Ligga low (2021)
- Låt oss dansa (2021) tillsammans med Selim Salabim
- Gul och blå (2021) tillsammans med Kuselofte
- Polisen (2021)
- 10.000 Mil (2021)
- Monster (2021)
- Discohatt (2021) tillsammans med Lov1
- Julia (2021)
- Hem Till Dig (2020)
- Sova när vi dör (2020) tillsammans med Kuselofte
- Karl Johan (2020) tillsammans med Lothepus och hekkan
- Jag är inte full (2020) tillsammans med Greta Tuborg
- FREDAG (2020) tillsammans med Staysman & Lazz
- Birra birra bärs (2020)
- Grown Ups (2020)
- Ibiza 2020 (2020)
- øl øl øl (Iron Mike 2020) (2020)
- Valhalla (2020)
- Det är jul igen (2019)
- Billionaire Boys Club 2020 (2019)
- Svartebørsen 2020 (2019)
- Imperiet 2020 (2019)
- Donkey Punch 2020 (2019)
- Sjappa 2020 (2019) tillsammans med DJ FITTE
- Nato 2020 (2019)
- Jag Vil Ha Dig (2019)
- Radioactive 2020 (2019)
- InDaKadusan 2019 (Russ of Finland) (2019)
- Mesterverket 2019 (2019) tillsammans med DJ FITTE
- Ronnybois (2019)
- Hijack 2019 (2019)
- Dexter 2019 (2019) tillsammans med Stefaren
- Førsterekka 2020 (2019) tillsammans med DJ FITTE
- Ullevål 2019 (2018) tillsammans med Kaptein Hook
- Lock up 2019 (2018)
- Hanazake 2018 (2018) tillsammans med Kaptein Hook
- Allure 2018 (2018) tillsammans med Kaptein Hook
- Goldenwings 2018 (2018) tillsammans med Kandy King
- Self Transcendence 2018 (2018) tillsammans med Kaptein Hook
- Gresvik IF 05 (2018) tillsammans med Kaptein Hook
- Halfway 2018 (2018) tillsammans med Kaptein Hook
- Acab 2018 (2018) tillsammans med Kandy King
- Mad Jack 2018 (2017) tillsammans med Kaptein Hook
- Nå Blir Det Mål (Bmil J04) (2017) tillsammans med Kaptein Hook
- Davy Jones 2017 (2017) tillsammans med Kandy King
- NB02 (2017) tillsammans med Kaptein Hook och Legendene
- Makaveli 2017 (2016) tillsammans med Hasj-Håkon och Kross Konrad
- Come Into My Bus (Makaveli 2017) (2016)